# БМ-30 «Смерч»
БМ-30 «Смерч» (Індекс ГРАУ 9К58) — реактивна система залпового вогню калібру 300 мм, розроблена в СРСР. Роботи над створенням системи розпочали наприкінці 1970-х років, перші випробування відбулись у 1983 році, а в 1987 році систему прийняли на озброєння Радянської Армії.

## Опис
Реактивна система залпового вогню «Смерч» була розроблена в СРСР фахівцями «Тулгоснііточмаш» (потім НВО «СПЛАВ», а нині ФГУП «ДНВП „Сплав“», м. Тула), а також суміжних підприємств. До розробки в 1990 році Китаєм WS-1 була найбільш далекобійною системою залпового вогню.
Артилерійська частина монтується на модифікованому шасі вантажного автомобіля МАЗ-79111 або МАЗ-543М. Також для індійської сторони був створений варіант бойової машини на базі вантажного автомобіля підвищеної прохідності Tatra 816 6ZVR8T10×10.1 R/41T.
Підготовка до бою «Смерчу» після отримання цілевказівки займає три хвилини; повний залп проводиться протягом 38 секунд. Після стрільби батарея готова до маршу за одну хвилину, що дозволяє оперативно вийти з-під удару противника. Запуск снарядів здійснюється з кабіни БМ або з виносного пульта. Потужність залпу трьох установок РСЗВ «Смерч» по своїй ефективності еквівалентна двом бригадам, які оснащені ракетним комплексом 9К79 «Точка-У». Залп однієї машини уражає цілі на площі 67 Га, залп з 12 ракет 9М55К з касетними осколково-фугасними елементами – 40 Га.

## Склад комплексу
Комплекс РСЗВ «Смерч» складається з:
- Бойова машина, вона же пускова установка 9А52 (9А52-2)
- Транспортно-заряджальна машина (ТЗМ) 9Т234 (9Т234-2)
- 300-мм реактивні снаряди
- Навчально-тренувальні засоби 9Ф827
- Комплект спеціального арсенального обладнання та інструменту 9Ф819
- Комплекс засобів автоматизованого управління вогнем 9С729М1 «Слепок-1»
- Автомобіль для топографічної зйомки 1Т12-2М
- Радіопеленгаційний метеорологічний комплекс 1Б44

## Тактико-технічні характеристики

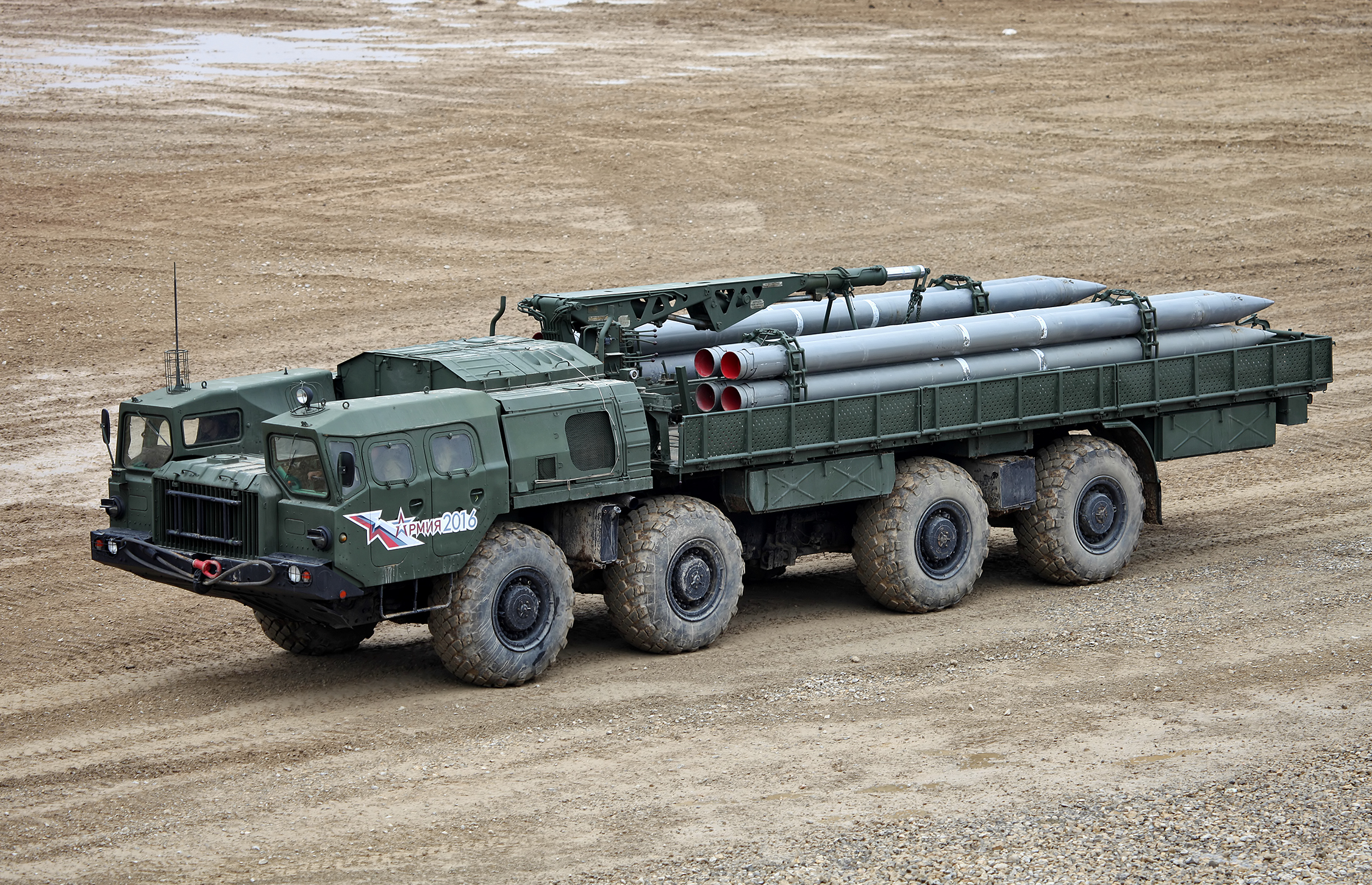
Транспортно-заряджальна машина 9Т234-2 РСЗВ 9К58 Смерч

Джерела даних: Сайт виробника, Мілітарний
- Розміри
  - Маса без снарядів і розрахунку, кг — 33700
  - Маса в бойовому стані, кг — 43700
  - Довжина в похідному стані, мм — 12370 (9А52), 12100 (9А52-2, 9А52-3)
  - Ширина в похідному стані, мм — 3050
  - Висота в похідному стані, мм — 3050 (9А52, 9А52-2) 3220 (9А52-3)
- Озброєння
  - Кількість напрямних — 12 (9А52, 9А52-2), 4 (9А52-3), 6 (9А52-4)
  - Дальність стрільби мінімальна, км: 20
  - Дальність стрільби максимальна, км: 90
  - Площа ураження, м² — 672000
  - Максимальний кут піднесення, град — 55
  - Точність (розсіювання), м — 0,21 %
- Обслуга БМ, ос. — 3
- Переведення системи з похідного стану в бойовий не більше, хв — 3
- Час залпу, с: не більш 40 (9А52, 9А52-2), не більше 12 (9А52-3)
- Час термінового залишення вогневої позиції після залпу не більше, хв — 2,83
- Ходові характеристики
  - Тип двигуна — V-12 дизельний Д12А-525А
  - Потужність двигуна, к.с. — 525
  - Максимальна швидкість по шосе, км/год — 60 (9А52, 9А52-3), 65 (9А52-2)
  - Запас ходу по шосе, км — 900 (9А52) 850 (9А52-2, 9А52-3)
  - Колісна формула — 8×8

## Номенклатура боєприпасів
| Позначення снаряда                                 | 9М55К                                                 | 9М55К1                                | 9М55К4                    | 9М55К5                                                  | 9М55Ф                            | 9М55С                                                   | 9М528                           | 9М534                                                                                    |
| -------------------------------------------------- | ----------------------------------------------------- | ------------------------------------- | ------------------------- | ------------------------------------------------------- | -------------------------------- | ------------------------------------------------------- | ------------------------------- | ---------------------------------------------------------------------------------------- |
| Тип ГЧ                                             | Касетна                                               | Касетна                               | Касетна                   | Касетна                                                 | Відокремлювана осколково-фугасна | Термобарична                                            | Осколково-фугасна               | З БПЛА-розвідником                                                                       |
| Тип БЕ                                             | Осколкові 9Н235                                       | Самонавідні 9Н142 «Мотив-3М»          | Протитанкові міни «ПТМ-3» | Кумулятивно-осколкові                                   | —                                | —                                                       | —                               | —                                                                                        |
| Маса снаряда, кг                                   | 800                                                   | 800                                   | 800                       | 800                                                     | 810                              | 800                                                     | 815                             | 815                                                                                      |
| Довжина снаряда, мм                                | 7600                                                  | 7600                                  | 7600                      | 7600                                                    | 7600                             | 7600                                                    | 7600                            | невідомо                                                                                 |
| Маса ГЧ, кг                                        | 243                                                   | 243                                   | 243                       | 243                                                     | 258                              | 243                                                     | 258                             | 243                                                                                      |
| Довжина ГЧ, мм                                     | 2049                                                  | 2049                                  | 2049                      | 2049                                                    | 2049                             | 2049                                                    | невідомо                        | 2049                                                                                     |
| Кількість БЕ, шт                                   | 72                                                    | 5                                     | 25                        | 646 (588)                                               | —                                | —                                                       | —                               | —                                                                                        |
| Маса БЕ (БПЛА), кг                                 | 1,75                                                  | 15                                    | 4,85                      | 0,24                                                    | —                                | —                                                       | —                               | 40                                                                                       |
| Габарити БЕ, мм                                    | 69×263                                                | 284×255×186                           | 330×84×84                 | 43×118 (43×128)                                         | —                                | —                                                       | —                               | 200 (фюзеляж)                                                                            |
| Маса вибухової речовини (суміші) БЕ (ГЧ), кг       | 0,32                                                  | 4,5                                   | 1,85                      | 0,035 (0,046)                                           | 95                               | 100                                                     | 95                              | —                                                                                        |
| Характеристики уражаючих елементів                 | Готові осколки: * 96 шт. по 4,5 г * 360 шт. по 0,75 г | Бронепробиття: 70 мм гомогенної броні |                           | Бронепробиття: 120 (160) мм гомогенної броні по нормалі | Готові осколки: 1100 шт. по 50 г | Діаметр поля с Т>+1000 °С: 25 м Тривалість поля: 1,44 с | Готові осколки: 800 шт. по 50 г | Час польоту: 20 хв. Висота польоту: 500 м Площа огляду: 25 км² Дальність передачі: 70 км |
| Час самоліквідації БЕ (ГЧ)                         | 110 с                                                 | 60 с                                  | 16—24 годин               | 130—260 с                                               |                                  | 110—160 с                                               |                                 | —                                                                                        |
| Дальність стрільби, км: * максимальна * мінімальна | 70 20                                                 | 70 20                                 | 70 20                     | 70 25                                                   | 70 25                            | 70 25                                                   | 90 25                           | 90 20                                                                                    |

## Варіанти та модифікації

### Проєкт «Вільха»
У 2016 році було оголошено, що Україна почала розробку ракетного комплексу «Вільха», що є модифікацією «Смерча». РСЗВ «Вільха» матиме керований 300-мм ракетний боєприпас. Ключовою особливістю «Вільхи» є система наведення і можливість коригування траєкторії вже в польоті. Шасі нової ракетної системи буде виготовлене КрАЗ, хоча перші випробування відбувались на шасі МАЗ-543.

### Комплекс 9К515 «Торнадо-C»
На російському підприємстві «Сплав» були створені РСЗВ нового покоління серії «Торнадо» — 9К515 «Торнадо-C». «Торнадо-C» являє собою глибоку модернізацію комплексу 9К58 «Смерч». Вона призначена для ураження на далеких підступах групових цілей (жива сила, неброньована, легкоброньована та броньована техніка), тактичних ракет, зенітних комплексів, вертольотів на стоянках, командних пунктів, вузлів зв’язку, військово-промислової інфраструктури.
Дальність ведення вогню — до 120 км, з перспективою збільшення до 200 км. Може вражати цілі як залповим вогнем, так і одиночними високоточними ракетами, фактично ставши універсальною тактичною ракетною системою. Також «Торнадо-С» може використовувати кориговані боєприпаси.
Бойова машина 9А54 оснащена апаратурою бортового управління та зв’язку, автоматизованою системою управління наведенням і вогнем, наземною апаратурою споживачів супутникових навігаційних систем, що дозволяє:
- Автоматизовано приймати та передавати інформацію із захистом від несанкціонованого доступу, відображати її на табло та зберігати;
- Автономно здійснювати топоприв’язку, навігацію та орієнтування бойової машини на місцевості з відображенням на електронній карті;
- Автоматично наводити пакет пускових напрямних без виходу розрахунку з кабіни з можливістю ручного наведення в разі потреби (для захисту особового складу від порохових газів під час стрільби передбачена подача в кабіну стисненого повітря з балонів).

Склад комплексу 9К515 «Торнадо-C»:
- Бойова машина (БМ) 9А54
- Транспортно-заряджальна машина (ТЗМ) 9Т255
- Навчально-тренувальний комплекс, засоби автоматизованої системи управління вогнем, автомобіль топографічної прив’язки і метеорологічна машина.

На озброєння російської армії «Торнадо-С» почали поступати наприкінці 2016 року.

### Варіанти бойових машин

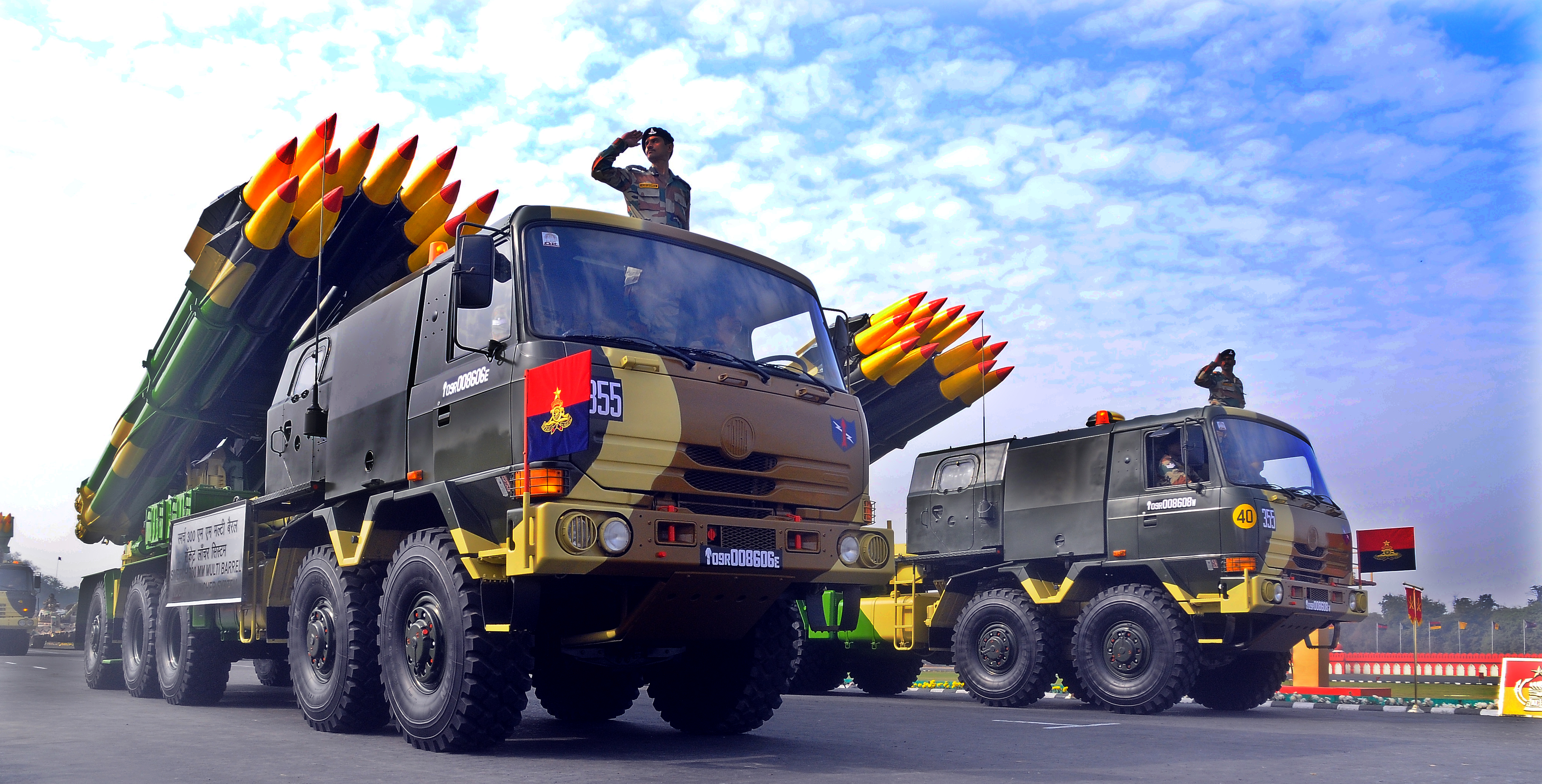
9А52-2Т на шасі Tatra на параді ЗС Індії (на напрямні встановлені декоративні конусоподібні ковпачки)

- 9А52 — базовий варіант бойової машини на шасі МАЗ-79111
- 9А52Б — бойова машина автоматизованої системи управління формуваннями РСЗВ 9К58Б
- 9А52-2 — бойова машина на шасі МАЗ-543М комплексу РСЗВ 9К58
- 9А52-2К — командирська бойова машина на шасі МАЗ-543М модернізованого комплексу РСЗВ 9К58
- 9А52-2Т — бойова машина на шасі Tatra модернізованого комплексу РСЗВ 9К58
- 9А52-4 — полегшена бойова машина РСЗВ «Кама» на шасі КамАЗ
- 9А53 — бойова машина комплексу РСЗВ 9К512 «Ураган-1М» з встановленим транспортно-пусковим контейнером з 300-мм реактивними снарядами.
- 9А54 — бойова машина модернізованої системи 9К515 «Торнадо-С»

### Варіанти транспортно-заряджальних машин

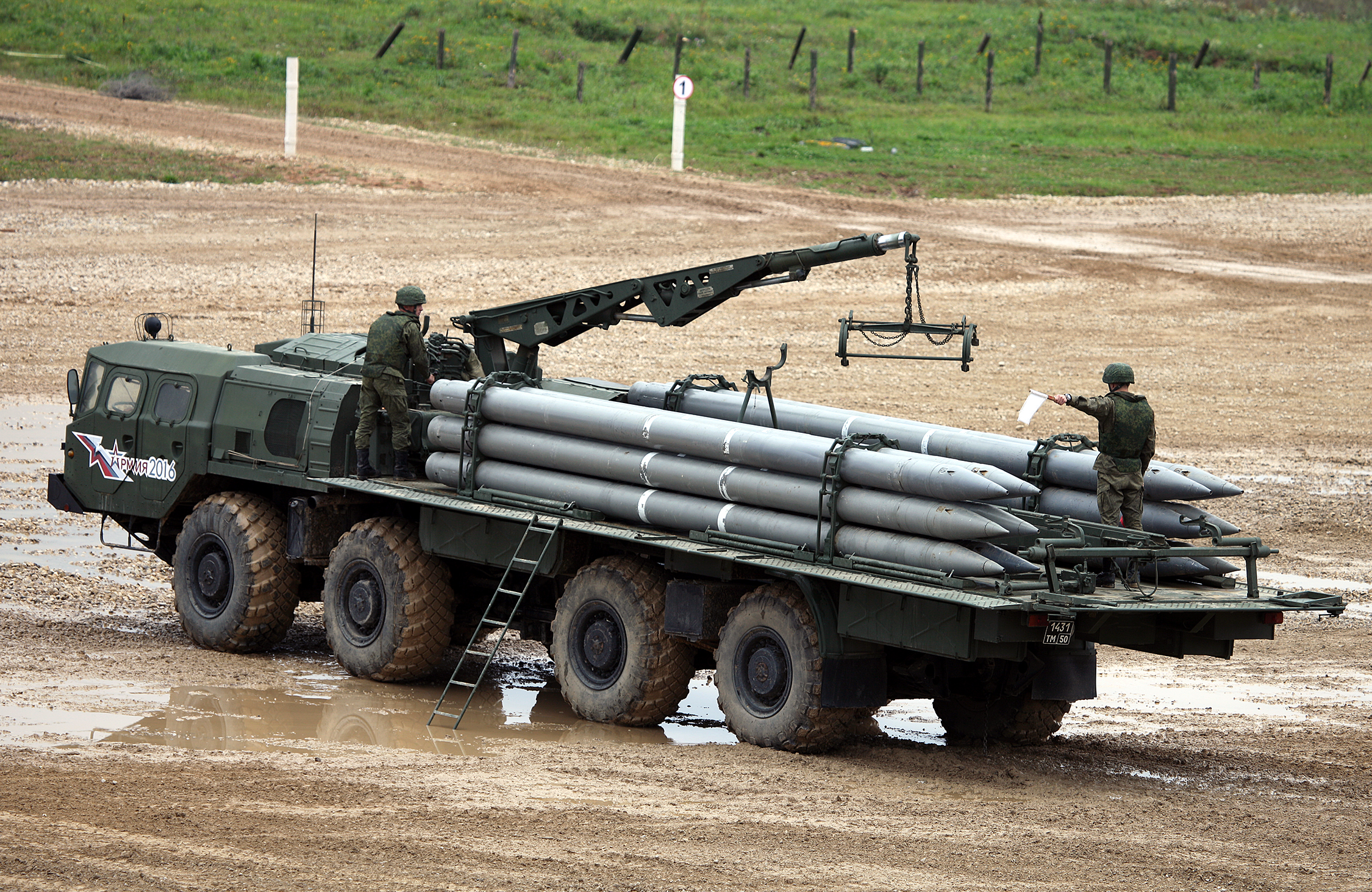
ТЗМ 9Т234-2

- 9Т234 — транспортно-заряджальна машина для БМ 9А52 на шасі МАЗ-79112
- 9Т234-2 — транспортно-заряджальна машина для БМ 9А52-2 на шасі МАЗ-543А
- 9Т234-2Т — транспортно-заряджальна машина для БМ 9А52-2Т на шасі Tatra
- 9Т234-4 — транспортно-заряджальна машина для БМ 9А52-4 на шасі КамАЗ
- 9Т255 — транспортно-заряджальна машина для БМ 9А54

## Бойове застосування

### Громадянська війна в Сирії
Перше застосування системи зафіксовано у 2014 році. Сирійські військові сили використовували «Смерчі» проти повстанських формувань під час громадянської війни в Сирії, зокрема в боях у Джобарі.
Сухопутні війська РФ застосовували БМ-30 у Сирії в жовтні 2015 року під час російської інтервенції в Сирію.
У 2016 році за словами російського пропагандиста Євгена Піддубного РСЗВ «Смерч» застосовувалася Сирійською арабською армією під час громадянської війни в Сирії, зокрема під час битви за Пальміру.
4 грудня 2024 року в ході наступу опозиції, сирійські опозиційні війська захопили у режиму Асада дві пускові установки 9А52-2 та одну транспортно-заряджальну машину.

### Російсько-українська війна
В січні 2021 року у лісосмузі неподалік селища Вовкодаєве Щастинського району правоохоронці виявили 18 артилерійських снарядів, п'ять гранатометних пострілів ВОГ-17, три мінометні міни різних модифікацій і чотири гранати. Також знайдено фрагмент касетного боєприпасу реактивної системи залпового вогню «Смерч».
За попередньою версією слідства, засоби ураження залишилися після ракетного обстрілу позицій українських військових у районі селищ Побєда та Дмитрівка.
Також були виявлені бойові елементи 9Н235 від реактивних снарядів з касетною бойовою частиною, наприклад, 9М55К від РСЗВ «Смерч» (який містить 72 таких елементи).

#### Повномасштабне російське вторгнення

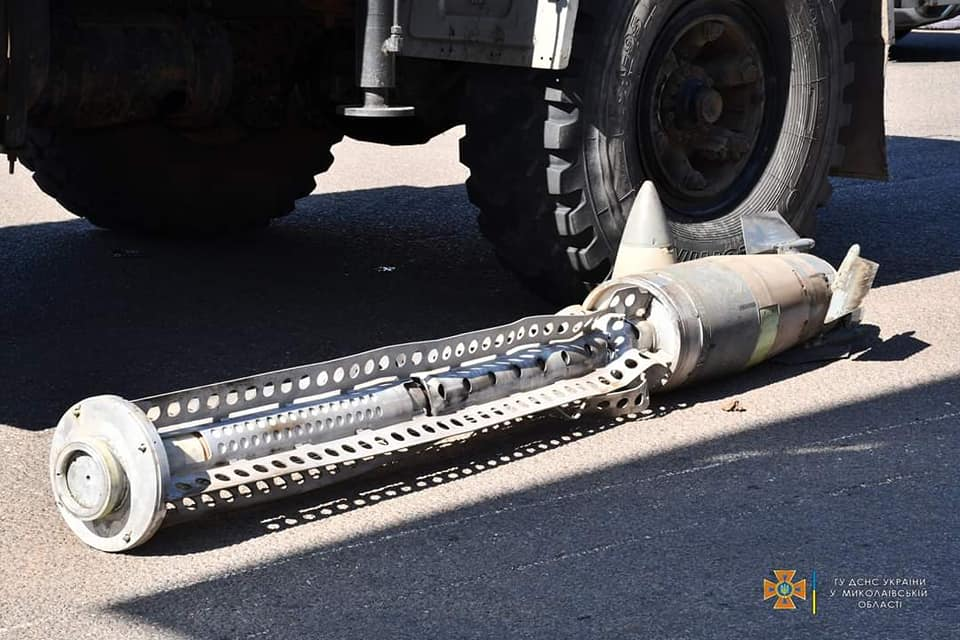
Відпрацьована касета російського реактивного снаряда 9М544 для РСЗВ «Торнадо-С», Миколаїв, березень 2022 року

РСЗВ «Смерч» використовуються обома сторонами війни під час повномасштабного російського вторгнення в Україну 2022 року. В тому числі російські комплекси «Торнадо» та українські комплекси «Вільха».
24 лютого 2022 року з БМ-30 «Смерч» російські загарбники обстріляли ядерну підкритичну установку «Джерело нейтронів» в Харкові. Також росіяни застосовували «Смерчі» для ракетного терору міста Миколаїв. Зафіксовано використання Росією керованих снарядів з касетною бойовою частиною 9М544 і 9М549.
15 вересня 2023 року інструктор з БПЛА фонду «Повернись живим» у своїх соцмережах опублікував фото зі знищенням російської РСЗВ БМ-30 «Смерч».
Станом на 26 травня 2025 року редактори Oryx Blog знайшли фото чи відео підтвердження безповоротної втрати Росією 2-х пускових установок БМ-30 «Смерч».

### Друга Карабаська війна
Як поінформувало Міністерство оборони Азербайджану Вірменія зі своєї території використала БМ-30 «Смерч» для обстрілу Азербайджану в напрямку міста Барда, дана система була знищена.
За офіційними даними, установку було знищено 29 жовтня 2020 року о 15:18 з ударного БПЛА Bayraktar TB2.
Приблизно за тиждень до того було знищено іще одну вірменську установку БМ-30 «Смерч», але із використанням дрона-камікадзе IAI Harop.

## Оператори

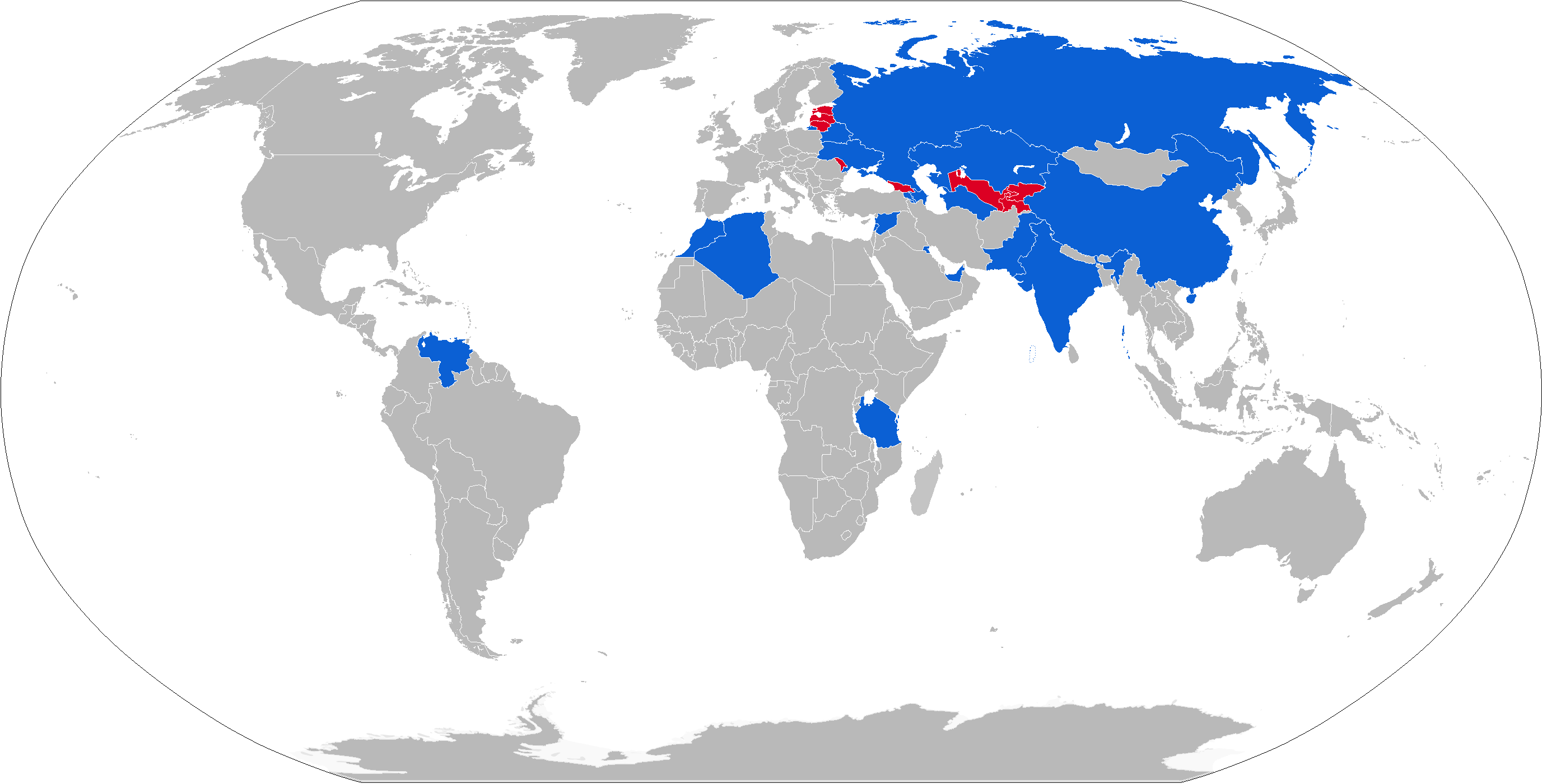
Країни-оператори РСЗВ «Смерч»
Поточні
Колишні

### Поточні

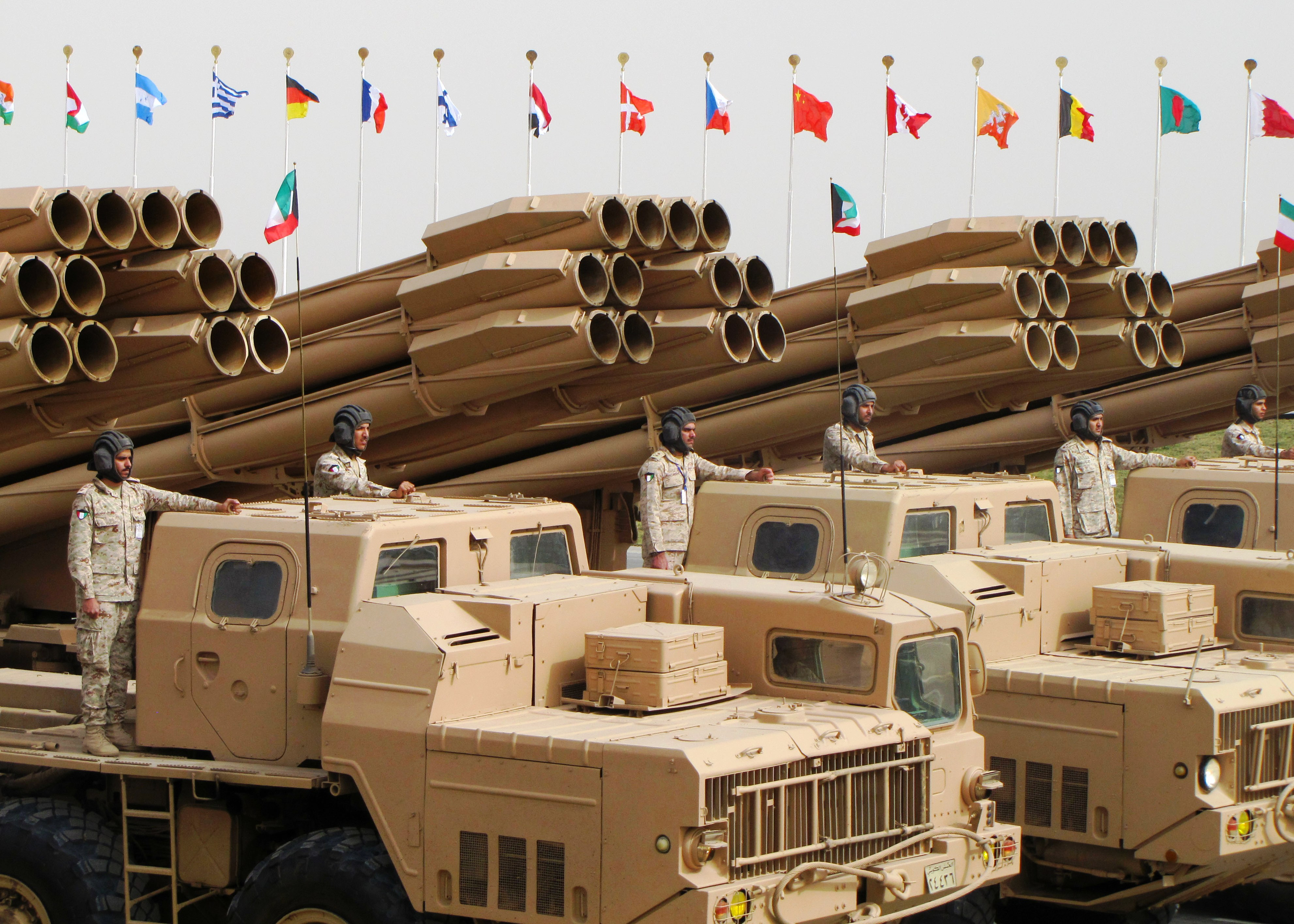
Кувейтський БМ 9А52 «Смерч» під час військового параду в Кувейті

- Азербайджан — 30 одиниць ПУ 9А52 на озброєнні, станом на 2024 рік[20]
- Алжир — 18 одиниць ПУ 9А52 на озброєнні, станом на 2024 рік[21]
- Білорусь — 36 одиниць ПУ 9А52 на озброєнні, станом на 2024 рік[22]
- Венесуела — 12 одиниць ПУ 9А52 на озброєнні, станом на 2024 рік[23]
- Вірменія — 2 одиниці ПУ 9А52 на озброєнні, станом на 2024 рік[24]
- Індія — 42 одиниці ПУ 9А52 на озброєнні, станом на 2024 рік[25]
- Казахстан — 6 систем БМ-30 на озброєнні, станом на 2024 рік[26]
- Кувейт — 27 одиниць ПУ 9А52 на озброєнні, станом на 2024 рік[27]
- ОАЕ — 6 одиниць ПУ 9А52 на озброєнні, станом на 2024 рік[28]
- Росія
  - Сухопутні війська — 100 одиниць ПУ 9А52 та 20 комплексів 9К515 «Торнадо-С» на озброєнні, станом на 2024 рік[29]
  - Морська піхота — 4 одиниці ПУ 9А52 на озброєнні, станом на 2024 рік[30]
  - Російський контингент в Сирії — 4 одиниці ПУ 9А52 перебувало в Сирії, станом на 2024 рік[31]
- Туркменістан — 6 одиниць ПУ 9А52 на озброєнні, станом на 2024 рік[32]
- Україна — 40 одиниць ПУ 9А52 на озброєнні, станом на 2024 рік[33]. Позначені як небоєздатні, ймовірно, через проблеми з боєкомплектом

### Китайські варіанти
На основі радянської РСЗВ «Смерч» розроблені китайські варіанти даної системи під позначеннями PHL-03/AR2 та A-100.
- Камбоджа — 6 одиниць PHL-03 на озброєнні, станом на 2024 рік[36]
- КНР — 175 одиниць PHL-03 на озброєнні, станом на 2024 рік[37]
- Марокко — 36 одиниць PHL-03/AR2 на озброєнні, станом на 2024 рік[38][39][40]
- Пакистан — 36 A 100 (AR1A) на озброєнні, станом на 2024 рік[41][42]
- Танзанія — 3+ одиниці A 100 на озброєнні, станом на 2024 рік[43]

### Статус невідомий
- Сирія — деяка кількість перебувала на озброєнні Асадівської армії, станом на 2024 рік[44]